# U-615
| U-615                                                                                    | U-615 | U-615 |
| ---------------------------------------------------------------------------------------- | --- | --- |
| U 615                                                                                    | | |
|                                                                                          | | |
| Зображення підводного човна підтипу VIIC                                                 | | |
| Верф                                                                                     | «Blohm + Voss», Гамбург | «Blohm + Voss», Гамбург |
| Під прапором                                                                             | Третій Рейх | Третій Рейх |
| Належність                                                                               | Крігсмаріне | Крігсмаріне |
| Порт приписки                                                                            | Кенігсберг, Кіль, Ла-Рошель | Кенігсберг, Кіль, Ла-Рошель |
| Замовлення                                                                               | 15 серпня 1940 | 15 серпня 1940 |
| Закладений                                                                               | 20 травня 1941 | 20 травня 1941 |
| Спуск на воду                                                                            | 8 лютого 1942 | 8 лютого 1942 |
| Введений до складу флоту                                                                 | 26 березня 1942 | 26 березня 1942 |
| Виведений зі складу флоту                                                                | 7 серпня 1943 | 7 серпня 1943 |
| На службі                                                                                | 1942—1943 | 1942—1943 |
| Загибель                                                                                 | 25 квітня 1943 року знищений у Карибському морі північно-західніше Гренади глибинними бомбами 5 літаків «Марінерів» та одного «Вентура» | 25 квітня 1943 року знищений у Карибському морі північно-західніше Гренади глибинними бомбами 5 літаків «Марінерів» та одного «Вентура» |
| Бойовий досвід                                                                           | Друга світова війна Битва за Атлантику                                                                                                  | Друга світова війна Битва за Атлантику                                                                                                  |
| Проєкт                                                                                   | | |
| Тип ПЧ                                                                                   | середній торпедний ДПЧ | середній торпедний ДПЧ |
| Вартість                                                                                 | 4 714 000 ℛℳ | 4 714 000 ℛℳ |
| Основні характеристики                                                                   | | |
| Швидкість (надводна)                                                                     | 17,9 вузлів | 17,9 вузлів |
| Швидкість (підводна)                                                                     | 8 вузлів | 8 вузлів |
| Робоча глибина занурення                                                                 | 100 м | 100 м |
| Гранична глибина занурення                                                               | 220 м | 220 м |
| Автономність плавання                                                                    | 135—174 км на швидкості 4 вузли (в підводному положенні) 11 470 км на швидкості 10 вузлів (у надводному положенні)                      | 135—174 км на швидкості 4 вузли (в підводному положенні) 11 470 км на швидкості 10 вузлів (у надводному положенні)                      |
| Екіпаж                                                                                   | 44-60 осіб | 44-60 осіб |
| Розміри                                                                                  | | |
| Довжина найбільша (по КВЛ)                                                               | 67,1 м | 67,1 м |
| Ширина корпусу найб.                                                                     | 6,2 м | 6,2 м |
| Висота                                                                                   | 9,6 м | 9,6 м |
| Середня осадка (по КВЛ)                                                                  | 4,74 м | 4,74 м |
| Водотоннажність надводна                                                                 | 769 т | 769 т |
| Силова установка                                                                         | | |
| дизель-електрична; 2 дизельних двигуни MAN M 6 V 40/46, 2 електродвигуни BBC GG UB 720/8 | | |
| Гвинти                                                                                   | 2 | 2 |
| Потужність                                                                               | 2 × 2100—2310 к.с. (дизелі) 2 × 750 к.с. (електродвигуни)                                                                               | 2 × 2100—2310 к.с. (дизелі) 2 × 750 к.с. (електродвигуни)                                                                               |
| Озброєння                                                                                | | |
| Артилерія                                                                                | 1 × 88-мм палубна гармата SK C/35 | 1 × 88-мм палубна гармата SK C/35 |
| Торпедно- мінне озброєння                                                                | 4 носових і один кормовий ТА 14 торпед або 26 мін TMA                                                                                   | 4 носових і один кормовий ТА 14 торпед або 26 мін TMA                                                                                   |
| ППО                                                                                      | 1 × 37-мм зенітна гармата Flak M42 2 × 20-мм зенітні гармати FlaK 30                                                                    | 1 × 37-мм зенітна гармата Flak M42 2 × 20-мм зенітні гармати FlaK 30                                                                    |

U-615 — німецький підводний човен типу VIIC, часів  Другої світової війни.
Замовлення на будівництво човна було віддане 15 серпня 1940 року. Човен був закладений на верфі суднобудівної компанії «Blohm + Voss» у Гамбурзі 20 травня 1941 року під будівельним номером 591, спущений на воду 8 лютого 1942 року, 26 березня 1942 року увійшов до складу 8-ї флотилії. Також за час служби перебував у складі 3-ї флотилії. Єдиним командиром човна був капітан-лейтенант Ральф Капіцкі.
Човен зробив 4 бойових походи, в яких потопив 4 судна.
Потоплений 7 серпня 1943 року в Карибському морі північно-західніше Гренади (12°38′ пн. ш. 64°15′ зх. д. / 12.633° пн. ш. 64.250° зх. д.) глибинними бомбами 5 американських летючих човнів «Марінер» і одного бомбардувальника «Вентура». 4 члени екіпажу загинули, 43 врятовані.

## Потоплені та пошкоджені кораблі[3]
| Назва            | Тип            | Належність      | Дата           | Тоннаж (БРТ) | Вантаж | Статус    | Місце                                                       |
| El Lago          | вантажне судно | Панама          | 11 жовтня 1942 | 4 221        | Баласт | потоплено | 51°03′ пн. ш. 46°15′ зх. д. / 51.050° пн. ш. 46.250° зх. д. |
| Empire Star      | вантажне судно | Велика Британія | 23 жовтня 1942 | 12 656       | 10 555 т державних та генеральних вантажів, включно з 2 000 мішків пошти, боєприпасів та літаків на палубі | потоплено | 48°14′ пн. ш. 26°22′ зх. д. / 48.233° пн. ш. 26.367° зх. д. |
| Edward B. Dudley | вантажне судно | США             | 11 квітня 1943 | 7 177        | 4 000 т боєприпасів, провізії та бавовни                                                                   | потоплено | 53°00′ пн. ш. 39°00′ зх. д. / 53.000° пн. ш. 39.000° зх. д. |
| Rosalia          | танкер         | Нідерланди      | 28 липня 1943  | 3 177        | Сира нафта                                                                                                 | потоплено | 12°07′ пн. ш. 69°13′ зх. д. / 12.117° пн. ш. 69.217° зх. д. |